# Руруту
Руруту (локално: Rūrutu) је острво, истоимена општина и главни град Аустралских Острва која су у саставу Француске Полинезије а под суверенитетом Француске.
Општина Руруту се простире на 71 km а самом насељу живи 2.322 становника, по подацима из 2012. године.